# Ristocetina
Ristocetina è un antibiotico prodotto dall'actinomicete Nocardia lurida, il quale elabora due sostanze con azione antibiotica, la Ristocetina A e la Ristocetina B. Verso la fine degli anni '50 venne utilizzato come farmaco, il quale comprendeva una miscela di entrambi i tipi (A = 70% e B = 30%) per il trattamento di infezioni da batteri Gram positivi e Gram negativi.

## Chimica
Le Ristocetine A e B sono solubili in acqua. La solubilità è maggiore in ambiente leggermente acido, in cui l'attività antibiotica si conserva più a lungo (anche oltre un mese a temperature inferiori a 10 °C). Le Ristocetine A e B non si differenziano per le proprietà chimiche, ma per l'attività antibiotica, avendo la ristocetina B un raggio d'azione antimicrobica 2-3 volte maggiore di quello della A.
La misurazione del potere antibiotico viene fatta col metodo microbiologico, usando come microrganismo di prova il batterio subtilis ATCC 10707 e come preparato-campione una preparazione di Ristocetina A con l'attività di 1000 unità per mg.

## Farmacodinamica
L'antibiotico si presenta attivo contro diversi microrganismi gram-positivi:  diverse specie di Stafilococchi ed Enterococcus, Streptococcus pneumoniae e contro Mycobacterium tuberculosis, l'agente eziologico della tubercolosi.

Il farmaco è dotato di azione batteriostatica e, a concentrazioni uguali o poco maggiori, battericida. L'attività antibiotica non appare influenzata dalla presenza di sangue o di siero. Non esiste resistenza crociata fra la ristocetina ed altri antibiotici di uso comune, come la penicillina, streptomicina, tetraciclina, cloramfenicolo, eritromicina o polimixina B).

## Farmacocinetica
La ristocetina dopo somministrazione orale viene scarsamente assorbita dal tratto gastrointestinale. Per questo motivo i preparati commerciali erano allestiti per la somministrazione per via endovenosa, dal momento che l'iniezione intramuscolare, per quanto possibile, poteva risultare estremamente dolorosa. Il farmaco viene eliminato dall'organismo totalmente attraverso l'emuntorio renale.

## Usi clinici
La ristocetina viene usata per la cura di diverse infezioni da stafilococchi, pneumococchi ed enterococchi resistenti agli altri antibiotici: tra queste in particolare polmoniti, endocarditi, setticemia e stati piemici.

## Effetti collaterali
Ristocetina ha una bassa tossicità, tuttavia è stato segnalato che le reazioni tossiche sono correlate alla dose e possono insorgere con una certa facilità quando il dosaggio utilizzato oltrepassa i 50 mg/kg peso corporeo. Inoltre oltre ad una lieve e transitoria leucopenia, che si verifica facilmente e quasi costantemente in corso di trattamento, possono registrasi altre serie alterazioni del sangue a carico dei leucociti (marcata leucopenia) ed in particolare dei granulociti neutrofili (neutropenia), così come trombocitopenia.
Frequenti sono anche flebiti locali nel sito di iniezione endovenosa, comparsa di eritema e rash cutaneo, febbre, tossicità renale, per lo più transitoria.

## Dosi terapeutiche
Viene commercializzata in fiale, contenenti 500 mg di principio attivo, per iniezione endovenosa. I dosaggi usuali comprendevano la somministrazione di 25 mg, arrivando al massimo a 75 mg, per kg di peso corporeo al giorno. La dose complessiva veniva suddivisa in 2-3 somministrazioni giornaliere. 
In considerazione della già citata tossicità è prudente non superare una dose totale giornaliera di 2 grammi, sebbene in qualche caso siano stati somministrati fino a 7g complessivi nel corso della giornata.
Il dosaggio va ridotto di un terzo in caso di trattamento di bambini, soggetti anziani oltre il 65º anno d'età, pazienti con pregressi disturbi renali.